# Fußball-Oberliga Westfalen 1984/85
Die Fußball-Oberliga Westfalen 1984/85 war die siebte Spielzeit der Oberliga Westfalen. Meister wurde der SC Eintracht Hamm mit drei Punkten Vorsprung auf den DSC Wanne-Eickel. In der Aufstiegsrunde zur 2. Bundesliga wurde Hamm Vierter in der Nordgruppe und verpasste dadurch den Aufstieg. Vizemeister Wanne-Eickel nahm an der Amateurmeisterschaft teil und unterlag im Finale mit 0:3 gegen die Amateure von Werder Bremen. 
Die Abstiegsränge belegten der VfB Waltrop und der FC Gohfeld. Aus der Verbandsliga stiegen SuS Hüsten 09 und der 1. FC Recklinghausen auf. Der TuS Schloß Neuhaus und der 1. FC Paderborn fusionierten am 1. Juli 1985 zum TuS Paderborn-Neuhaus. Da die Fusion nach dem damaligen Reglement keinen Einfluss auf die Abstiegsfrage hatte spielte die Oberliga in der Saison 1985/86 mit 17 Mannschaften.
Die Spiele SpVgg Erkenschwick – TuS Schloß Neuhaus (1:4), TuS Schloß Neuhaus – Westfalia Herne (1:0), Rot-Weiß Lüdenscheid – TuS Schloß Neuhaus (1:2) und TuS Schloß Neuhaus – Preußen Münster (2:0) wurden wegen des Einsatzes eines nicht berechtigten Spielers jeweils gegen Schloß Neuhaus gewertet. Ohne diese Wertungen wäre Schloß Neuhaus Vizemeister geworden.

## Teilnehmer
Für die Spielzeit 1984/85 hatten sich folgende Vereine sportlich qualifiziert:
- die verbliebenen Mannschaften aus der Oberliga Westfalen 1983/84:
  - FC Gütersloh
  - SC Eintracht Hamm (zuvor Eintracht Hamm-Heessen)
  - Preußen Münster
  - VfB Waltrop
  - TuS Schloß Neuhaus
  - SC Herford
  - SpVgg Erkenschwick
  - DSC Wanne-Eickel
  - 1. FC Paderborn
  - Rot-Weiss Lüdenscheid
  - VfL Bochum Am.
  - ASC Schöppingen
  - Sportfreunde Siegen
  - Hammer SpVg
  - FC Gohfeld
  - Westfalia Herne
- die Aufsteiger aus den beiden Staffeln der Verbandsliga Westfalen 1983/84:
  - VfL Reken (Staffel 1)
  - DJK Hellweg Lütgendortmund (Staffel 2)

## Abschlusstabelle
| Pl. | Verein                         | Sp. | S  | U  | N  | Tore    | Diff. | Punkte |
| --- | ------------------------------ | --- | -- | -- | -- | ------- | ----- | ------ |
| 1.  | SC Eintracht Hamm              | 34  | 21 | 9  | 4  | 062:250 | +37   | 51:17  |
| 2.  | DSC Wanne-Eickel               | 34  | 17 | 14 | 3  | 068:280 | +40   | 48:20  |
| 3.  | ASC Schöppingen                | 34  | 18 | 11 | 5  | 085:470 | +38   | 47:21  |
| 4.  | Preußen Münster                | 34  | 17 | 12 | 5  | 082:460 | +36   | 46:22  |
| 5.  | TuS Schloß Neuhaus             | 34  | 17 | 8  | 9  | 074:490 | +25   | 42:26  |
| 6.  | Hammer SpVg                    | 34  | 13 | 9  | 12 | 052:450 | +7    | 35:33  |
| 7.  | VfL Bochum Amateure            | 34  | 14 | 5  | 15 | 045:530 | −8    | 33:35  |
| 8.  | SC Herford                     | 34  | 11 | 10 | 13 | 054:530 | +1    | 32:36  |
| 9.  | Westfalia Herne                | 34  | 11 | 10 | 13 | 051:560 | −5    | 32:36  |
| 10. | SpVgg Erkenschwick             | 34  | 10 | 12 | 12 | 037:490 | −12   | 32:36  |
| 11. | Rot-Weiss Lüdenscheid          | 34  | 7  | 17 | 10 | 042:400 | +2    | 31:37  |
| 12. | Sportfreunde Siegen            | 34  | 10 | 11 | 13 | 055:630 | −8    | 31:37  |
| 13. | VfL Reken (N)                  | 34  | 11 | 9  | 14 | 047:600 | −13   | 31:37  |
| 14. | FC Gütersloh (M)               | 34  | 8  | 14 | 12 | 042:490 | −7    | 30:38  |
| 15. | 1. FC Paderborn                | 34  | 6  | 17 | 11 | 053:620 | −9    | 29:39  |
| 16. | DJK Hellweg Lütgendortmund (N) | 34  | 11 | 6  | 17 | 039:550 | −16   | 28:40  |
| 17. | VfB Waltrop                    | 34  | 9  | 9  | 16 | 042:660 | −24   | 27:41  |
| 18. | FC Gohfeld                     | 34  | 1  | 5  | 28 | 031:115 | −84   | 07:61  |

| (M) | Titelverteidiger                        |
| (N) | Aufsteiger aus der Verbandsliga 1983/84 |